# George Hamilton (actor)
George Stevens Hamilton (Memphis, Tennessee, 12 d'agost de 1939) és un actor estatunidenc de cinema i televisió. Promocionat per la Metro-Goldwyn-Mayer quan acabava l'època dels grans estudis, mai ha assolit el rol de gran estrella, tot i que és una de les cares més conegudes i populars de Hollywood, per les seves aparicions i cameos en sèries, pel·lícules i telefilms.

## Biografia[1]
Va deixar el seu Memphis natal i va marxar durant els anys 1950 a Hollywood, amb la intenció que la seva bona planta i atractiu li obrissin el camí al món del cinema. La Metro-Goldwyn-Mayer es va fixar en ell, i li va oferir un contracte. Eren els últims temps en què les productores mantenien en plantilla els actors amb contractes d'exclusivitat, i la Metro el va fer intervenir en algunes de les seves produccions.
Va aparèixer per primera vegada a la pantalla gran a Crim i Càstig de Denis Sanders, adaptació de la novel·la de Fiódor Dostoievski. A la seva següent pel·lícula té un paper destacat: Amb ell va arribar l'escàndol  (1960) dirigida per Vincente Minnelli, en la qual un altre jove aspirant a estrella, George Peppard, feia del seu germanastre, mentre que el paper de pare era interpretat per Robert Mitchum.
Durant els seixanta George Hamilton va interpretant papers importants encara que en la majoria dels títols és un secundari, o un galant enamorat d'alguna actriu més coneguda que ell.
El 1962 torna a tenir un paper important en una altra bona pel·lícula, de nou de la mà del director Vincente Minnelli: Dues setmanes en una altra ciutat, una adaptació d'una novel·la d'Irwin Shaw protagonitzada per Kirk Douglas i Edward G. Robinson.
Protagonitza algunes pel·lícules menors (com Fort Comanche, amb Richard Boone) i apareix en programes de televisió com Bob Hope, presenta. I a poc a poc es va especialitzant en comèdia romàntica i els setanta en protagonitza algunes, encara que també toca altres gèneres com el cinema negre, drama bèl·lic i fins i tot western, com en la comèdia Viva María! amb dues 'sex-symbols' de l'època: Brigitte Bardot i Jeanne Moreau. Apareix a múltiples telefilms i en sèries del moment com Colombo.
El 1979 i 1981 realitza dues paròdies que li reportaran gran popularitat quan la seva estrella semblava decaure: una és Love at First Bite, on interpretava a un Dràcula perdut en una Nova York contemporània, i l'altra era Zorro: The Gay Blade, on parodiava el mite d'El Zorro.
Dels vuitanta, potser el més recordat és la seva aparició com a malvat a Dinastía. El seu següent paper destacable no li arribarà fins a 1990 quan interpreta l'advocat de Michael Corleone a El Padrí III si bé es tracta d'un personatge no molt ben definit al film. També va actuar a la pel·lícula Casper i la màgica Wendy', com a malvat Desmon Spellman.
Durant la dècada dels noranta fins avui, Hamilton no ha deixat de treballar, si bé, els seus papers són cameos i petites aparicions, així com paròdies de si mateix. Va participar en la pel·lícula Desafinat (2001), comèdia inspirada en el trio d'Els Tres Tenores de l'òpera; dirigida per Manuel Gómez Pereira, va comptar també amb Danny Aiello, Joe Mantegna i Ariadna Gil.

## Filmografia
Filmografia
- Lone Star (1952)
- Amb ell va arribar l'escàndol (Home from the Hill) (1960)
- Where the Boys Are (1960)
- All the Fine Young Cannibals (1960)
- Brots de passió (By Love Possessed) (1961)
- Dues setmanes en una altra ciutat (Two Weeks in Another Town) (1962)
- The Light in the Piazza (1962)
- Viva Maria (Viva Maria!) (1965)
- La cavalcada dels maleïts (A Time for Killing) (1967)
- L'home que va estimar Cat Dancing (The Man Who Loved Cat Dancing) (1973)
- Amor a la primera mossegada (Love at First Bite) (1979)
- Zorro: The Gay Blade (1981)
- El Padrí III (The Godfather: Part III) (1990)
- Doctor Hollywood (Doc Hollywood) (1991)
- Once Upon a Crime... (1992)
- Double Dragon (1994)
- 8 caps dins una bossa de viatge (8 Heads in a Duffel Bag) (1997)
- Casper Meets Wendy (1998)
- Un final made in Hollywood (2002)

## Premis i nominacions

### Premis
- 1960. Globus d'Or a l'actor revelació

### Nominacions
- 1961. BAFTA al millor actor estranger per Crime & Punishment, USA
- 1963. BAFTA al millor actor estranger per The Light in the Piazza
- 1980. Globus d'Or al millor actor musical o còmic per Love at First Bite
- 1982. Globus d'Or al millor actor musical o còmic per Zorro: The Gay Blade